# Saare (Elva)
Saare is een plaats in de Estlandse gemeente Elva, provincie Tartumaa. De plaats heeft de status van dorp (Estisch: küla).
Tot in oktober 2017 lag de plaats in de gemeente Puhja. In die maand ging Puhja op in de fusiegemeente Elva.
Saare ligt aan de rivier Emajõgi.

## Bevolking
Het aantal inwoners schommelt rond de 4, zoals blijkt uit het volgende staatje:
| Jaar            | 2011 | 2017 | 2018 | 2019 | 2020 | 2021 |
| --------------- | ---- | ---- | ---- | ---- | ---- | ---- |
| Aantal inwoners | 4    | 4    | 4    | < 4  | < 4  | 4    |

## Geschiedenis
Saare werd voor het eerst genoemd in 1449 onder de naam Sare in een document waarin Diedrich von Tiesenhusen het slot Congental (Konguta) en het dorp Sare in leen kreeg. In 1627 stond het dorp bekend als Sara Kuella unter Kongota (dorp Sara onder Konguta). In 1839 werd het dorp genoemd als Saare. Het viel niet onder het landgoed Konguta, maar onder het landgoed Kawelecht (Kavilda, het tegenwoordige Mõisanurme), dat als eerste eigenaars ook de familie von Tiesenhusen had.
Tussen 1977 en 1997 maakte Saare deel uit van het buurdorp Vihavu.